# Маликово
Ма́ликово (рос. Маликово, башк. Малик) — присілок у складі Караідельського району Башкортостану, Росія. Входить до складу Староакбуляківської сільської ради.
Населення — 13 осіб (2010; 24 у 2002).
Національний склад:
- башкири — 92 %